# VDI/VDE-Gesellschaft Mess- und Automatisierungstechnik
Die VDI/VDE-Gesellschaft Mess- und Automatisierungstechnik (GMA) ist eine Fachgesellschaft des Vereins Deutscher Ingenieure (VDI) und des Verbands der Elektrotechnik, Elektronik und Informationstechnik (VDE).
Etwa 20.000 persönliche Mitglieder des VDI und des VDE sind der GMA fachlich zugeordnet.
Die fachliche Arbeit wird von etwa 1450 ehrenamtlichen Mitarbeiterinnen und Mitarbeiter der GMA in folgenden fünf Fachbereichen (FB) geleistet:
- FB1 Methodik der Mess- und Sensortechnik
- FB2 Methodik der Automatisierungstechnik
- FB3 Digitalisierung und Virtualisierung
- FB4 Anwendung der Mess- und Sensortechnik
- FB5 Anwendung der Automatisierungstechnik

Den Fachbereichen untergeordnet sind ca. 60 Fachausschüsse.
Darüber hinaus pflegt die GMA über den gemeinsamen Fachbereich Füge- und Handhabungstechnik einen engen fachlichen Austausch zu den VDI-Fachgesellschaften Produktion und Logistik sowie Produkt- und Prozessgestaltung.
Ein Fachorgan der GMA ist die Zeitschrift atp – Automatisierungstechnische Praxis.